# Mistrzostwa Polski w Szachach 2020
Mistrzostwa Polski w Szachach 2020 – dwa turnieje szachowe rozegrane w terminach 20–28 lipca 2020 w Warszawie (mężczyźni) oraz 4–12 sierpnia 2020 w Ostrowie Wielkopolskim (kobiety), mające na celu wyłonienie 77. mistrza Polski mężczyzn oraz 72. mistrzynię Polski kobiet.
Turniej mężczyzn rozegrano systemem pucharowym z udziałem 16 zawodników, natomiast turniej kobiet odbył się w systemie kołowym z udziałem 10 zawodniczek. Tytularnymi sponsorami mistrzostw były firmy Lotto (turniej mężczyzn), który był również partnerem strategicznym, oraz Mokate (turniej kobiet).
Zarówno turniej mężczyzn, jak i turniej kobiet rozegrano pod honorowym patronatem prezesa rady ministrów Mateusza Morawieckiego.

## Mistrzostwa Polski mężczyzn
77. mistrzostwa Polski w szachach mężczyzn odbyły się w dniach 20–28 lipca 2020 roku w Warszawie, a organizatorem był Polski Związek Szachowy. W turnieju udział wzięło szesnastu zawodników, a rozgrywka toczyła się w systemem pucharowym. Tempo gry wynosiło 90 minut na pierwsze 40 posunięć oraz 30 minut na resztę partii z 30-sekundową inkrementacją czasową po każdym kolejnym ruchu.
Zawodnicy rozgrywali po dwie partie, a warunkiem przejścia do kolejnej rundy było uzyskanie 1,5 punktu w meczu. W przypadku remisu gracze rozgrywali dwie dodatkowe partie tempem 15 minut + 10 sekund za każde posunięcie. Gdy w dogrywce utrzymywał się remis, gracze rozgrywali kolejne dwie partie tempem 5 minut + 3 sekundy. Przy kolejnym wyniku remisowym rozgrywana była dodatkowa partia w charakterze tak zwanego armageddonu – białe otrzymywały 5 minut, a czarne 4 minuty. Zawodnik grający białymi musiał wygrać, aby zwyciężyć w pojedynku. Zawodnikowi grającemu czarnymi wystarczał remis. O wyborze koloru w armageddonie decydował zawodnik z wyższym rankingiem.
W finale zwyciężył Kacper Piorun, który po armageddonie pokonał Daniela Sadzikowskiego.

### Wyniki
| Runda 1 – 1/8 finału   | Runda 1 – 1/8 finału | Runda 1 – 1/8 finału | Runda 1 – 1/8 finału | Runda 1 – 1/8 finału | Runda 1 – 1/8 finału | Runda 1 – 1/8 finału | Runda 1 – 1/8 finału | Runda 1 – 1/8 finału | Runda 1 – 1/8 finału | Runda 1 – 1/8 finału         | Runda 1 – 1/8 finału         | Runda 1 – 1/8 finału         | Runda 1 – 1/8 finału         | Runda 1 – 1/8 finału         | Runda 1 – 1/8 finału         | Runda 1 – 1/8 finału         | Runda 1 – 1/8 finału         | Runda 1 – 1/8 finału         | Runda 1 – 1/8 finału         |
| ---------------------- | -------------------- | -------------------- | -------------------- | -------------------- | -------------------- | -------------------- | -------------------- | -------------------- | -------------------- | ---------------------------- | ---------------------------- | ---------------------------- | ---------------------------- | ---------------------------- | ---------------------------- | ---------------------------- | ---------------------------- | ---------------------------- | ---------------------------- |
| A                      | Mateusz Bartel       | 1½                   | ½                    | ½                    | 0                    | ½                    |                      |                      |                      | A                            | Bartłomiej Heberla           | 1½                           | 1                            | ½                            |                              |                              |                              |                              |                              |
| A                      | Paweł Teclaf         | 2½                   | ½                    | ½                    | 1                    | ½                    |                      |                      |                      | A                            | Grzegorz Nasuta              | ½                            | 0                            | ½                            |                              |                              |                              |                              |                              |
|                        |                      |                      |                      |                      |                      |                      |                      |                      |                      |                              |                              |                              |                              |                              |                              |                              |                              |                              |                              |
| B                      | Szymon Gumularz      | 0                    | 0                    | 0                    |                      |                      |                      |                      |                      | B                            | Bartosz Soćko                | ½                            | ½                            | 0                            |                              |                              |                              |                              |                              |
| B                      | Jacek Tomczak        | 2                    | 1                    | 1                    |                      |                      |                      |                      |                      | B                            | Daniel Sadzikowski           | 1½                           | ½                            | 1                            |                              |                              |                              |                              |                              |
|                        |                      |                      |                      |                      |                      |                      |                      |                      |                      |                              |                              |                              |                              |                              |                              |                              |                              |                              |                              |
| C                      | Kacper Piorun        | 3                    | 1                    | 0                    | 1                    | 1                    |                      |                      |                      | C                            | Marcin Krzyżanowski          | ½                            | 0                            | ½                            |                              |                              |                              |                              |                              |
| C                      | Zbigniew Pakleza     | 1                    | 0                    | 1                    | 0                    | 0                    |                      |                      |                      | C                            | Michał Krasenkow             | 1½                           | 1                            | ½                            |                              |                              |                              |                              |                              |
|                        |                      |                      |                      |                      |                      |                      |                      |                      |                      |                              |                              |                              |                              |                              |                              |                              |                              |                              |                              |
| D                      | Michał Olszewski     | ½                    | 0                    | ½                    |                      |                      |                      |                      |                      | D                            | Grzegorz Gajewski            | 2½                           | 1                            | 0                            | 1                            | ½                            |                              |                              |                              |
| D                      | Marcin Dziuba        | 1½                   | 1                    | ½                    |                      |                      |                      |                      |                      | D                            | Igor Janik                   | 1½                           | 0                            | 1                            | 0                            | ½                            |                              |                              |                              |
| Runda 2 – ćwierćfinały |                      |                      |                      |                      |                      |                      |                      |                      |                      |                              |                              |                              |                              |                              |                              |                              |                              |                              |                              |
| A                      | Bartłomiej Heberla   | 1½                   | 1                    | ½                    |                      |                      |                      |                      |                      | A                            | Jacek Tomczak                | 1                            | ½                            | ½                            | 0                            | 0                            |                              |                              |                              |
| A                      | Paweł Teclaf         | ½                    | 0                    | ½                    |                      |                      |                      |                      |                      | A                            | Daniel Sadzikowski           | 3                            | ½                            | ½                            | 1                            | 1                            |                              |                              |                              |
|                        |                      |                      |                      |                      |                      |                      |                      |                      |                      |                              |                              |                              |                              |                              |                              |                              |                              |                              |                              |
| B                      | Kacper Piorun        | 3                    | ½                    | ½                    | 1                    | 1                    |                      |                      |                      | B                            | Grzegorz Gajewski            | 3                            | ½                            | ½                            | 1                            | 1                            |                              |                              |                              |
| B                      | Michał Krasenkow     | 1                    | ½                    | ½                    | 0                    | 0                    |                      |                      |                      | B                            | Marcin Dziuba                | 1                            | ½                            | ½                            | 0                            | 0                            |                              |                              |                              |
| Runda 3 – półfinały    |                      |                      |                      |                      |                      |                      |                      |                      |                      |                              |                              |                              |                              |                              |                              |                              |                              |                              |                              |
|                        | Daniel Sadzikowski   | 3                    | ½                    | ½                    | 1                    | 1                    |                      |                      |                      |                              | Grzegorz Gajewski            | 3                            | ½                            | ½                            | ½                            | ½                            | 0                            | 1                            | 0                            |
| Bartłomiej Heberla     | 1                    | ½                    | ½                    | 0                    | 0                    |                      |                      |                      | Kacper Piorun        | 4                            | ½                            | ½                            | ½                            | ½                            | 1                            | 0                            | 1                            |                              |                              |
| Runda 4 – finał        | Runda 4 – finał      | Runda 4 – finał      | Runda 4 – finał      | Runda 4 – finał      | Runda 4 – finał      | Runda 4 – finał      | Runda 4 – finał      | Runda 4 – finał      | Runda 4 – finał      | Runda 4 – mecz o III miejsce | Runda 4 – mecz o III miejsce | Runda 4 – mecz o III miejsce | Runda 4 – mecz o III miejsce | Runda 4 – mecz o III miejsce | Runda 4 – mecz o III miejsce | Runda 4 – mecz o III miejsce | Runda 4 – mecz o III miejsce | Runda 4 – mecz o III miejsce | Runda 4 – mecz o III miejsce |
|                        | Kacper Piorun        | 4                    | ½                    | ½                    | ½                    | ½                    | 1                    | 0                    | 1                    |                              | Grzegorz Gajewski            | 1½                           | ½                            | 1                            |                              |                              |                              |                              |                              |
| Daniel Sadzikowski     | 3                    | ½                    | ½                    | ½                    | ½                    | 0                    | 1                    | 0                    | Bartłomiej Heberla   | ½                            | ½                            | 0                            |                              |                              |                              |                              |                              |                              |                              |

## Mistrzostwa Polski kobiet
Turniej kobiet odbył się w dniach 4–12 sierpnia 2020 roku w Ostrowie Wielkopolskim, a organizatorem był Polski Związek Szachowy. W turnieju udział wzięło dziesięć zawodniczek, a rozgrywka toczyła się w systemie kołowym. Tempo gry wynosiło 90 minut na pierwsze 40 posunięć oraz 30 minut na resztę partii z 30-sekundową inkrementacją czasową po każdym kolejnym ruchu. W przypadku równej ilości punktów, zwyciężczynię turnieju wyłaniała dogrywka „na zasadach ustalonych przez sędziego głównego”.
Po pierwsze fazie turnieju pierwsze miejsce ex aequo zajmowały zawodniczki Klaudia Kulon oraz Karina Cyfka. W dogrywce z wynikiem 2–0 zwyciężyła Karina Cyfka. Dogrywkę rozegrano na zasadach 15 minut plus 10 sekund za każdy ruch.

### Wyniki
| #   | tytuł | Zawodniczki        | Ranking | 1 | 2 | 3 | 4 | 5 | 6 | 7 | 8 | 9 | 10 | Punkty |
| --- | ----- | ------------------ | ------- | - | - | - | - | - | - | - | - | - | -- | ------ |
| 1-2 | am    | Klaudia Kulon      | 2336    | ● | ½ | 0 | ½ | 1 | 1 | 0 | 1 | 1 | 1  | 6      |
| 1-2 | am    | Karina Cyfka       | 2411    | ½ | ● | ½ | ½ | 1 | ½ | 1 | ½ | ½ | 1  | 6      |
| 3   | am    | Joanna Majdan      | 2325    | 1 | ½ | ● | 1 | 0 | ½ | 1 | 0 | 1 | ½  | 5½     |
| 4   | am    | Monika Soćko       | 2428    | ½ | ½ | 0 | ● | 1 | ½ | ½ | ½ | ½ | ½  | 4½     |
| 5   | am    | Jolanta Zawadzka   | 2419    | 0 | 0 | 1 | 0 | ● | 1 | 0 | 1 | ½ | 1  | 4½     |
| 6   | mm    | Alicja Śliwicka    | 2317    | 0 | ½ | ½ | ½ | 0 | ● | 1 | ½ | 1 | ½  | 4½     |
| 7   | mf    | Patrycja Waszczuk  | 2321    | 1 | 0 | 0 | ½ | 1 | 0 | ● | ½ | ½ | ½  | 4      |
| 8   | mf    | Honorata Kucharska | 2159    | 0 | ½ | 1 | ½ | 0 | ½ | ½ | ● | ½ | ½  | 4      |
| 9   | mm    | Anna Kubicka       | 2259    | 0 | ½ | 0 | ½ | ½ | 0 | ½ | ½ | ● | ½  | 3      |
| 10  | mm    | Julia Antolak      | 2323    | 0 | 0 | ½ | ½ | 0 | ½ | ½ | ½ | ½ | ●  | 3      |

| Imię i nazwisko | 1 | 2 | Imię i nazwisko |
| --------------- | - | - | --------------- |
| Klaudia Kulon   | 0 | 1 | Karina Cyfka    |
| Karina Cyfka    | 1 | 0 | Klaudia Kulon   |

### Kontrowersje
|   | a | b | c | d | e | f | g | h |   |
| 8 | b8 – Czarna wieża · c8 – Czarna wieża · g8 – Czarny król · b7 – Czarny hetman · g7 – Czarny pionek · h7 – Czarny pionek · a6 – Czarny pionek · d6 – Czarny goniec · e6 – Czarny skoczek · f6 – Czarny pionek · d5 – Czarny pionek · f5 – Czarny goniec · a4 – Biały skoczek · b4 – Biały pionek · d4 – Biały goniec · a3 – Biały pionek · f3 – Biały goniec · b2 – Biały hetman · f2 – Biały pionek · g2 – Biały pionek · h2 – Biały pionek · a1 – Biała wieża · c1 – Biała wieża · g1 – Biały król | b8 – Czarna wieża · c8 – Czarna wieża · g8 – Czarny król · b7 – Czarny hetman · g7 – Czarny pionek · h7 – Czarny pionek · a6 – Czarny pionek · d6 – Czarny goniec · e6 – Czarny skoczek · f6 – Czarny pionek · d5 – Czarny pionek · f5 – Czarny goniec · a4 – Biały skoczek · b4 – Biały pionek · d4 – Biały goniec · a3 – Biały pionek · f3 – Biały goniec · b2 – Biały hetman · f2 – Biały pionek · g2 – Biały pionek · h2 – Biały pionek · a1 – Biała wieża · c1 – Biała wieża · g1 – Biały król | b8 – Czarna wieża · c8 – Czarna wieża · g8 – Czarny król · b7 – Czarny hetman · g7 – Czarny pionek · h7 – Czarny pionek · a6 – Czarny pionek · d6 – Czarny goniec · e6 – Czarny skoczek · f6 – Czarny pionek · d5 – Czarny pionek · f5 – Czarny goniec · a4 – Biały skoczek · b4 – Biały pionek · d4 – Biały goniec · a3 – Biały pionek · f3 – Biały goniec · b2 – Biały hetman · f2 – Biały pionek · g2 – Biały pionek · h2 – Biały pionek · a1 – Biała wieża · c1 – Biała wieża · g1 – Biały król | b8 – Czarna wieża · c8 – Czarna wieża · g8 – Czarny król · b7 – Czarny hetman · g7 – Czarny pionek · h7 – Czarny pionek · a6 – Czarny pionek · d6 – Czarny goniec · e6 – Czarny skoczek · f6 – Czarny pionek · d5 – Czarny pionek · f5 – Czarny goniec · a4 – Biały skoczek · b4 – Biały pionek · d4 – Biały goniec · a3 – Biały pionek · f3 – Biały goniec · b2 – Biały hetman · f2 – Biały pionek · g2 – Biały pionek · h2 – Biały pionek · a1 – Biała wieża · c1 – Biała wieża · g1 – Biały król | b8 – Czarna wieża · c8 – Czarna wieża · g8 – Czarny król · b7 – Czarny hetman · g7 – Czarny pionek · h7 – Czarny pionek · a6 – Czarny pionek · d6 – Czarny goniec · e6 – Czarny skoczek · f6 – Czarny pionek · d5 – Czarny pionek · f5 – Czarny goniec · a4 – Biały skoczek · b4 – Biały pionek · d4 – Biały goniec · a3 – Biały pionek · f3 – Biały goniec · b2 – Biały hetman · f2 – Biały pionek · g2 – Biały pionek · h2 – Biały pionek · a1 – Biała wieża · c1 – Biała wieża · g1 – Biały król | b8 – Czarna wieża · c8 – Czarna wieża · g8 – Czarny król · b7 – Czarny hetman · g7 – Czarny pionek · h7 – Czarny pionek · a6 – Czarny pionek · d6 – Czarny goniec · e6 – Czarny skoczek · f6 – Czarny pionek · d5 – Czarny pionek · f5 – Czarny goniec · a4 – Biały skoczek · b4 – Biały pionek · d4 – Biały goniec · a3 – Biały pionek · f3 – Biały goniec · b2 – Biały hetman · f2 – Biały pionek · g2 – Biały pionek · h2 – Biały pionek · a1 – Biała wieża · c1 – Biała wieża · g1 – Biały król | b8 – Czarna wieża · c8 – Czarna wieża · g8 – Czarny król · b7 – Czarny hetman · g7 – Czarny pionek · h7 – Czarny pionek · a6 – Czarny pionek · d6 – Czarny goniec · e6 – Czarny skoczek · f6 – Czarny pionek · d5 – Czarny pionek · f5 – Czarny goniec · a4 – Biały skoczek · b4 – Biały pionek · d4 – Biały goniec · a3 – Biały pionek · f3 – Biały goniec · b2 – Biały hetman · f2 – Biały pionek · g2 – Biały pionek · h2 – Biały pionek · a1 – Biała wieża · c1 – Biała wieża · g1 – Biały król | b8 – Czarna wieża · c8 – Czarna wieża · g8 – Czarny król · b7 – Czarny hetman · g7 – Czarny pionek · h7 – Czarny pionek · a6 – Czarny pionek · d6 – Czarny goniec · e6 – Czarny skoczek · f6 – Czarny pionek · d5 – Czarny pionek · f5 – Czarny goniec · a4 – Biały skoczek · b4 – Biały pionek · d4 – Biały goniec · a3 – Biały pionek · f3 – Biały goniec · b2 – Biały hetman · f2 – Biały pionek · g2 – Biały pionek · h2 – Biały pionek · a1 – Biała wieża · c1 – Biała wieża · g1 – Biały król | 8 |
| 7 | b8 – Czarna wieża · c8 – Czarna wieża · g8 – Czarny król · b7 – Czarny hetman · g7 – Czarny pionek · h7 – Czarny pionek · a6 – Czarny pionek · d6 – Czarny goniec · e6 – Czarny skoczek · f6 – Czarny pionek · d5 – Czarny pionek · f5 – Czarny goniec · a4 – Biały skoczek · b4 – Biały pionek · d4 – Biały goniec · a3 – Biały pionek · f3 – Biały goniec · b2 – Biały hetman · f2 – Biały pionek · g2 – Biały pionek · h2 – Biały pionek · a1 – Biała wieża · c1 – Biała wieża · g1 – Biały król | b8 – Czarna wieża · c8 – Czarna wieża · g8 – Czarny król · b7 – Czarny hetman · g7 – Czarny pionek · h7 – Czarny pionek · a6 – Czarny pionek · d6 – Czarny goniec · e6 – Czarny skoczek · f6 – Czarny pionek · d5 – Czarny pionek · f5 – Czarny goniec · a4 – Biały skoczek · b4 – Biały pionek · d4 – Biały goniec · a3 – Biały pionek · f3 – Biały goniec · b2 – Biały hetman · f2 – Biały pionek · g2 – Biały pionek · h2 – Biały pionek · a1 – Biała wieża · c1 – Biała wieża · g1 – Biały król | b8 – Czarna wieża · c8 – Czarna wieża · g8 – Czarny król · b7 – Czarny hetman · g7 – Czarny pionek · h7 – Czarny pionek · a6 – Czarny pionek · d6 – Czarny goniec · e6 – Czarny skoczek · f6 – Czarny pionek · d5 – Czarny pionek · f5 – Czarny goniec · a4 – Biały skoczek · b4 – Biały pionek · d4 – Biały goniec · a3 – Biały pionek · f3 – Biały goniec · b2 – Biały hetman · f2 – Biały pionek · g2 – Biały pionek · h2 – Biały pionek · a1 – Biała wieża · c1 – Biała wieża · g1 – Biały król | b8 – Czarna wieża · c8 – Czarna wieża · g8 – Czarny król · b7 – Czarny hetman · g7 – Czarny pionek · h7 – Czarny pionek · a6 – Czarny pionek · d6 – Czarny goniec · e6 – Czarny skoczek · f6 – Czarny pionek · d5 – Czarny pionek · f5 – Czarny goniec · a4 – Biały skoczek · b4 – Biały pionek · d4 – Biały goniec · a3 – Biały pionek · f3 – Biały goniec · b2 – Biały hetman · f2 – Biały pionek · g2 – Biały pionek · h2 – Biały pionek · a1 – Biała wieża · c1 – Biała wieża · g1 – Biały król | b8 – Czarna wieża · c8 – Czarna wieża · g8 – Czarny król · b7 – Czarny hetman · g7 – Czarny pionek · h7 – Czarny pionek · a6 – Czarny pionek · d6 – Czarny goniec · e6 – Czarny skoczek · f6 – Czarny pionek · d5 – Czarny pionek · f5 – Czarny goniec · a4 – Biały skoczek · b4 – Biały pionek · d4 – Biały goniec · a3 – Biały pionek · f3 – Biały goniec · b2 – Biały hetman · f2 – Biały pionek · g2 – Biały pionek · h2 – Biały pionek · a1 – Biała wieża · c1 – Biała wieża · g1 – Biały król | b8 – Czarna wieża · c8 – Czarna wieża · g8 – Czarny król · b7 – Czarny hetman · g7 – Czarny pionek · h7 – Czarny pionek · a6 – Czarny pionek · d6 – Czarny goniec · e6 – Czarny skoczek · f6 – Czarny pionek · d5 – Czarny pionek · f5 – Czarny goniec · a4 – Biały skoczek · b4 – Biały pionek · d4 – Biały goniec · a3 – Biały pionek · f3 – Biały goniec · b2 – Biały hetman · f2 – Biały pionek · g2 – Biały pionek · h2 – Biały pionek · a1 – Biała wieża · c1 – Biała wieża · g1 – Biały król | b8 – Czarna wieża · c8 – Czarna wieża · g8 – Czarny król · b7 – Czarny hetman · g7 – Czarny pionek · h7 – Czarny pionek · a6 – Czarny pionek · d6 – Czarny goniec · e6 – Czarny skoczek · f6 – Czarny pionek · d5 – Czarny pionek · f5 – Czarny goniec · a4 – Biały skoczek · b4 – Biały pionek · d4 – Biały goniec · a3 – Biały pionek · f3 – Biały goniec · b2 – Biały hetman · f2 – Biały pionek · g2 – Biały pionek · h2 – Biały pionek · a1 – Biała wieża · c1 – Biała wieża · g1 – Biały król | b8 – Czarna wieża · c8 – Czarna wieża · g8 – Czarny król · b7 – Czarny hetman · g7 – Czarny pionek · h7 – Czarny pionek · a6 – Czarny pionek · d6 – Czarny goniec · e6 – Czarny skoczek · f6 – Czarny pionek · d5 – Czarny pionek · f5 – Czarny goniec · a4 – Biały skoczek · b4 – Biały pionek · d4 – Biały goniec · a3 – Biały pionek · f3 – Biały goniec · b2 – Biały hetman · f2 – Biały pionek · g2 – Biały pionek · h2 – Biały pionek · a1 – Biała wieża · c1 – Biała wieża · g1 – Biały król | 7 |
| 6 | b8 – Czarna wieża · c8 – Czarna wieża · g8 – Czarny król · b7 – Czarny hetman · g7 – Czarny pionek · h7 – Czarny pionek · a6 – Czarny pionek · d6 – Czarny goniec · e6 – Czarny skoczek · f6 – Czarny pionek · d5 – Czarny pionek · f5 – Czarny goniec · a4 – Biały skoczek · b4 – Biały pionek · d4 – Biały goniec · a3 – Biały pionek · f3 – Biały goniec · b2 – Biały hetman · f2 – Biały pionek · g2 – Biały pionek · h2 – Biały pionek · a1 – Biała wieża · c1 – Biała wieża · g1 – Biały król | b8 – Czarna wieża · c8 – Czarna wieża · g8 – Czarny król · b7 – Czarny hetman · g7 – Czarny pionek · h7 – Czarny pionek · a6 – Czarny pionek · d6 – Czarny goniec · e6 – Czarny skoczek · f6 – Czarny pionek · d5 – Czarny pionek · f5 – Czarny goniec · a4 – Biały skoczek · b4 – Biały pionek · d4 – Biały goniec · a3 – Biały pionek · f3 – Biały goniec · b2 – Biały hetman · f2 – Biały pionek · g2 – Biały pionek · h2 – Biały pionek · a1 – Biała wieża · c1 – Biała wieża · g1 – Biały król | b8 – Czarna wieża · c8 – Czarna wieża · g8 – Czarny król · b7 – Czarny hetman · g7 – Czarny pionek · h7 – Czarny pionek · a6 – Czarny pionek · d6 – Czarny goniec · e6 – Czarny skoczek · f6 – Czarny pionek · d5 – Czarny pionek · f5 – Czarny goniec · a4 – Biały skoczek · b4 – Biały pionek · d4 – Biały goniec · a3 – Biały pionek · f3 – Biały goniec · b2 – Biały hetman · f2 – Biały pionek · g2 – Biały pionek · h2 – Biały pionek · a1 – Biała wieża · c1 – Biała wieża · g1 – Biały król | b8 – Czarna wieża · c8 – Czarna wieża · g8 – Czarny król · b7 – Czarny hetman · g7 – Czarny pionek · h7 – Czarny pionek · a6 – Czarny pionek · d6 – Czarny goniec · e6 – Czarny skoczek · f6 – Czarny pionek · d5 – Czarny pionek · f5 – Czarny goniec · a4 – Biały skoczek · b4 – Biały pionek · d4 – Biały goniec · a3 – Biały pionek · f3 – Biały goniec · b2 – Biały hetman · f2 – Biały pionek · g2 – Biały pionek · h2 – Biały pionek · a1 – Biała wieża · c1 – Biała wieża · g1 – Biały król | b8 – Czarna wieża · c8 – Czarna wieża · g8 – Czarny król · b7 – Czarny hetman · g7 – Czarny pionek · h7 – Czarny pionek · a6 – Czarny pionek · d6 – Czarny goniec · e6 – Czarny skoczek · f6 – Czarny pionek · d5 – Czarny pionek · f5 – Czarny goniec · a4 – Biały skoczek · b4 – Biały pionek · d4 – Biały goniec · a3 – Biały pionek · f3 – Biały goniec · b2 – Biały hetman · f2 – Biały pionek · g2 – Biały pionek · h2 – Biały pionek · a1 – Biała wieża · c1 – Biała wieża · g1 – Biały król | b8 – Czarna wieża · c8 – Czarna wieża · g8 – Czarny król · b7 – Czarny hetman · g7 – Czarny pionek · h7 – Czarny pionek · a6 – Czarny pionek · d6 – Czarny goniec · e6 – Czarny skoczek · f6 – Czarny pionek · d5 – Czarny pionek · f5 – Czarny goniec · a4 – Biały skoczek · b4 – Biały pionek · d4 – Biały goniec · a3 – Biały pionek · f3 – Biały goniec · b2 – Biały hetman · f2 – Biały pionek · g2 – Biały pionek · h2 – Biały pionek · a1 – Biała wieża · c1 – Biała wieża · g1 – Biały król | b8 – Czarna wieża · c8 – Czarna wieża · g8 – Czarny król · b7 – Czarny hetman · g7 – Czarny pionek · h7 – Czarny pionek · a6 – Czarny pionek · d6 – Czarny goniec · e6 – Czarny skoczek · f6 – Czarny pionek · d5 – Czarny pionek · f5 – Czarny goniec · a4 – Biały skoczek · b4 – Biały pionek · d4 – Biały goniec · a3 – Biały pionek · f3 – Biały goniec · b2 – Biały hetman · f2 – Biały pionek · g2 – Biały pionek · h2 – Biały pionek · a1 – Biała wieża · c1 – Biała wieża · g1 – Biały król | b8 – Czarna wieża · c8 – Czarna wieża · g8 – Czarny król · b7 – Czarny hetman · g7 – Czarny pionek · h7 – Czarny pionek · a6 – Czarny pionek · d6 – Czarny goniec · e6 – Czarny skoczek · f6 – Czarny pionek · d5 – Czarny pionek · f5 – Czarny goniec · a4 – Biały skoczek · b4 – Biały pionek · d4 – Biały goniec · a3 – Biały pionek · f3 – Biały goniec · b2 – Biały hetman · f2 – Biały pionek · g2 – Biały pionek · h2 – Biały pionek · a1 – Biała wieża · c1 – Biała wieża · g1 – Biały król | 6 |
| 5 | b8 – Czarna wieża · c8 – Czarna wieża · g8 – Czarny król · b7 – Czarny hetman · g7 – Czarny pionek · h7 – Czarny pionek · a6 – Czarny pionek · d6 – Czarny goniec · e6 – Czarny skoczek · f6 – Czarny pionek · d5 – Czarny pionek · f5 – Czarny goniec · a4 – Biały skoczek · b4 – Biały pionek · d4 – Biały goniec · a3 – Biały pionek · f3 – Biały goniec · b2 – Biały hetman · f2 – Biały pionek · g2 – Biały pionek · h2 – Biały pionek · a1 – Biała wieża · c1 – Biała wieża · g1 – Biały król | b8 – Czarna wieża · c8 – Czarna wieża · g8 – Czarny król · b7 – Czarny hetman · g7 – Czarny pionek · h7 – Czarny pionek · a6 – Czarny pionek · d6 – Czarny goniec · e6 – Czarny skoczek · f6 – Czarny pionek · d5 – Czarny pionek · f5 – Czarny goniec · a4 – Biały skoczek · b4 – Biały pionek · d4 – Biały goniec · a3 – Biały pionek · f3 – Biały goniec · b2 – Biały hetman · f2 – Biały pionek · g2 – Biały pionek · h2 – Biały pionek · a1 – Biała wieża · c1 – Biała wieża · g1 – Biały król | b8 – Czarna wieża · c8 – Czarna wieża · g8 – Czarny król · b7 – Czarny hetman · g7 – Czarny pionek · h7 – Czarny pionek · a6 – Czarny pionek · d6 – Czarny goniec · e6 – Czarny skoczek · f6 – Czarny pionek · d5 – Czarny pionek · f5 – Czarny goniec · a4 – Biały skoczek · b4 – Biały pionek · d4 – Biały goniec · a3 – Biały pionek · f3 – Biały goniec · b2 – Biały hetman · f2 – Biały pionek · g2 – Biały pionek · h2 – Biały pionek · a1 – Biała wieża · c1 – Biała wieża · g1 – Biały król | b8 – Czarna wieża · c8 – Czarna wieża · g8 – Czarny król · b7 – Czarny hetman · g7 – Czarny pionek · h7 – Czarny pionek · a6 – Czarny pionek · d6 – Czarny goniec · e6 – Czarny skoczek · f6 – Czarny pionek · d5 – Czarny pionek · f5 – Czarny goniec · a4 – Biały skoczek · b4 – Biały pionek · d4 – Biały goniec · a3 – Biały pionek · f3 – Biały goniec · b2 – Biały hetman · f2 – Biały pionek · g2 – Biały pionek · h2 – Biały pionek · a1 – Biała wieża · c1 – Biała wieża · g1 – Biały król | b8 – Czarna wieża · c8 – Czarna wieża · g8 – Czarny król · b7 – Czarny hetman · g7 – Czarny pionek · h7 – Czarny pionek · a6 – Czarny pionek · d6 – Czarny goniec · e6 – Czarny skoczek · f6 – Czarny pionek · d5 – Czarny pionek · f5 – Czarny goniec · a4 – Biały skoczek · b4 – Biały pionek · d4 – Biały goniec · a3 – Biały pionek · f3 – Biały goniec · b2 – Biały hetman · f2 – Biały pionek · g2 – Biały pionek · h2 – Biały pionek · a1 – Biała wieża · c1 – Biała wieża · g1 – Biały król | b8 – Czarna wieża · c8 – Czarna wieża · g8 – Czarny król · b7 – Czarny hetman · g7 – Czarny pionek · h7 – Czarny pionek · a6 – Czarny pionek · d6 – Czarny goniec · e6 – Czarny skoczek · f6 – Czarny pionek · d5 – Czarny pionek · f5 – Czarny goniec · a4 – Biały skoczek · b4 – Biały pionek · d4 – Biały goniec · a3 – Biały pionek · f3 – Biały goniec · b2 – Biały hetman · f2 – Biały pionek · g2 – Biały pionek · h2 – Biały pionek · a1 – Biała wieża · c1 – Biała wieża · g1 – Biały król | b8 – Czarna wieża · c8 – Czarna wieża · g8 – Czarny król · b7 – Czarny hetman · g7 – Czarny pionek · h7 – Czarny pionek · a6 – Czarny pionek · d6 – Czarny goniec · e6 – Czarny skoczek · f6 – Czarny pionek · d5 – Czarny pionek · f5 – Czarny goniec · a4 – Biały skoczek · b4 – Biały pionek · d4 – Biały goniec · a3 – Biały pionek · f3 – Biały goniec · b2 – Biały hetman · f2 – Biały pionek · g2 – Biały pionek · h2 – Biały pionek · a1 – Biała wieża · c1 – Biała wieża · g1 – Biały król | b8 – Czarna wieża · c8 – Czarna wieża · g8 – Czarny król · b7 – Czarny hetman · g7 – Czarny pionek · h7 – Czarny pionek · a6 – Czarny pionek · d6 – Czarny goniec · e6 – Czarny skoczek · f6 – Czarny pionek · d5 – Czarny pionek · f5 – Czarny goniec · a4 – Biały skoczek · b4 – Biały pionek · d4 – Biały goniec · a3 – Biały pionek · f3 – Biały goniec · b2 – Biały hetman · f2 – Biały pionek · g2 – Biały pionek · h2 – Biały pionek · a1 – Biała wieża · c1 – Biała wieża · g1 – Biały król | 5 |
| 4 | b8 – Czarna wieża · c8 – Czarna wieża · g8 – Czarny król · b7 – Czarny hetman · g7 – Czarny pionek · h7 – Czarny pionek · a6 – Czarny pionek · d6 – Czarny goniec · e6 – Czarny skoczek · f6 – Czarny pionek · d5 – Czarny pionek · f5 – Czarny goniec · a4 – Biały skoczek · b4 – Biały pionek · d4 – Biały goniec · a3 – Biały pionek · f3 – Biały goniec · b2 – Biały hetman · f2 – Biały pionek · g2 – Biały pionek · h2 – Biały pionek · a1 – Biała wieża · c1 – Biała wieża · g1 – Biały król | b8 – Czarna wieża · c8 – Czarna wieża · g8 – Czarny król · b7 – Czarny hetman · g7 – Czarny pionek · h7 – Czarny pionek · a6 – Czarny pionek · d6 – Czarny goniec · e6 – Czarny skoczek · f6 – Czarny pionek · d5 – Czarny pionek · f5 – Czarny goniec · a4 – Biały skoczek · b4 – Biały pionek · d4 – Biały goniec · a3 – Biały pionek · f3 – Biały goniec · b2 – Biały hetman · f2 – Biały pionek · g2 – Biały pionek · h2 – Biały pionek · a1 – Biała wieża · c1 – Biała wieża · g1 – Biały król | b8 – Czarna wieża · c8 – Czarna wieża · g8 – Czarny król · b7 – Czarny hetman · g7 – Czarny pionek · h7 – Czarny pionek · a6 – Czarny pionek · d6 – Czarny goniec · e6 – Czarny skoczek · f6 – Czarny pionek · d5 – Czarny pionek · f5 – Czarny goniec · a4 – Biały skoczek · b4 – Biały pionek · d4 – Biały goniec · a3 – Biały pionek · f3 – Biały goniec · b2 – Biały hetman · f2 – Biały pionek · g2 – Biały pionek · h2 – Biały pionek · a1 – Biała wieża · c1 – Biała wieża · g1 – Biały król | b8 – Czarna wieża · c8 – Czarna wieża · g8 – Czarny król · b7 – Czarny hetman · g7 – Czarny pionek · h7 – Czarny pionek · a6 – Czarny pionek · d6 – Czarny goniec · e6 – Czarny skoczek · f6 – Czarny pionek · d5 – Czarny pionek · f5 – Czarny goniec · a4 – Biały skoczek · b4 – Biały pionek · d4 – Biały goniec · a3 – Biały pionek · f3 – Biały goniec · b2 – Biały hetman · f2 – Biały pionek · g2 – Biały pionek · h2 – Biały pionek · a1 – Biała wieża · c1 – Biała wieża · g1 – Biały król | b8 – Czarna wieża · c8 – Czarna wieża · g8 – Czarny król · b7 – Czarny hetman · g7 – Czarny pionek · h7 – Czarny pionek · a6 – Czarny pionek · d6 – Czarny goniec · e6 – Czarny skoczek · f6 – Czarny pionek · d5 – Czarny pionek · f5 – Czarny goniec · a4 – Biały skoczek · b4 – Biały pionek · d4 – Biały goniec · a3 – Biały pionek · f3 – Biały goniec · b2 – Biały hetman · f2 – Biały pionek · g2 – Biały pionek · h2 – Biały pionek · a1 – Biała wieża · c1 – Biała wieża · g1 – Biały król | b8 – Czarna wieża · c8 – Czarna wieża · g8 – Czarny król · b7 – Czarny hetman · g7 – Czarny pionek · h7 – Czarny pionek · a6 – Czarny pionek · d6 – Czarny goniec · e6 – Czarny skoczek · f6 – Czarny pionek · d5 – Czarny pionek · f5 – Czarny goniec · a4 – Biały skoczek · b4 – Biały pionek · d4 – Biały goniec · a3 – Biały pionek · f3 – Biały goniec · b2 – Biały hetman · f2 – Biały pionek · g2 – Biały pionek · h2 – Biały pionek · a1 – Biała wieża · c1 – Biała wieża · g1 – Biały król | b8 – Czarna wieża · c8 – Czarna wieża · g8 – Czarny król · b7 – Czarny hetman · g7 – Czarny pionek · h7 – Czarny pionek · a6 – Czarny pionek · d6 – Czarny goniec · e6 – Czarny skoczek · f6 – Czarny pionek · d5 – Czarny pionek · f5 – Czarny goniec · a4 – Biały skoczek · b4 – Biały pionek · d4 – Biały goniec · a3 – Biały pionek · f3 – Biały goniec · b2 – Biały hetman · f2 – Biały pionek · g2 – Biały pionek · h2 – Biały pionek · a1 – Biała wieża · c1 – Biała wieża · g1 – Biały król | b8 – Czarna wieża · c8 – Czarna wieża · g8 – Czarny król · b7 – Czarny hetman · g7 – Czarny pionek · h7 – Czarny pionek · a6 – Czarny pionek · d6 – Czarny goniec · e6 – Czarny skoczek · f6 – Czarny pionek · d5 – Czarny pionek · f5 – Czarny goniec · a4 – Biały skoczek · b4 – Biały pionek · d4 – Biały goniec · a3 – Biały pionek · f3 – Biały goniec · b2 – Biały hetman · f2 – Biały pionek · g2 – Biały pionek · h2 – Biały pionek · a1 – Biała wieża · c1 – Biała wieża · g1 – Biały król | 4 |
| 3 | b8 – Czarna wieża · c8 – Czarna wieża · g8 – Czarny król · b7 – Czarny hetman · g7 – Czarny pionek · h7 – Czarny pionek · a6 – Czarny pionek · d6 – Czarny goniec · e6 – Czarny skoczek · f6 – Czarny pionek · d5 – Czarny pionek · f5 – Czarny goniec · a4 – Biały skoczek · b4 – Biały pionek · d4 – Biały goniec · a3 – Biały pionek · f3 – Biały goniec · b2 – Biały hetman · f2 – Biały pionek · g2 – Biały pionek · h2 – Biały pionek · a1 – Biała wieża · c1 – Biała wieża · g1 – Biały król | b8 – Czarna wieża · c8 – Czarna wieża · g8 – Czarny król · b7 – Czarny hetman · g7 – Czarny pionek · h7 – Czarny pionek · a6 – Czarny pionek · d6 – Czarny goniec · e6 – Czarny skoczek · f6 – Czarny pionek · d5 – Czarny pionek · f5 – Czarny goniec · a4 – Biały skoczek · b4 – Biały pionek · d4 – Biały goniec · a3 – Biały pionek · f3 – Biały goniec · b2 – Biały hetman · f2 – Biały pionek · g2 – Biały pionek · h2 – Biały pionek · a1 – Biała wieża · c1 – Biała wieża · g1 – Biały król | b8 – Czarna wieża · c8 – Czarna wieża · g8 – Czarny król · b7 – Czarny hetman · g7 – Czarny pionek · h7 – Czarny pionek · a6 – Czarny pionek · d6 – Czarny goniec · e6 – Czarny skoczek · f6 – Czarny pionek · d5 – Czarny pionek · f5 – Czarny goniec · a4 – Biały skoczek · b4 – Biały pionek · d4 – Biały goniec · a3 – Biały pionek · f3 – Biały goniec · b2 – Biały hetman · f2 – Biały pionek · g2 – Biały pionek · h2 – Biały pionek · a1 – Biała wieża · c1 – Biała wieża · g1 – Biały król | b8 – Czarna wieża · c8 – Czarna wieża · g8 – Czarny król · b7 – Czarny hetman · g7 – Czarny pionek · h7 – Czarny pionek · a6 – Czarny pionek · d6 – Czarny goniec · e6 – Czarny skoczek · f6 – Czarny pionek · d5 – Czarny pionek · f5 – Czarny goniec · a4 – Biały skoczek · b4 – Biały pionek · d4 – Biały goniec · a3 – Biały pionek · f3 – Biały goniec · b2 – Biały hetman · f2 – Biały pionek · g2 – Biały pionek · h2 – Biały pionek · a1 – Biała wieża · c1 – Biała wieża · g1 – Biały król | b8 – Czarna wieża · c8 – Czarna wieża · g8 – Czarny król · b7 – Czarny hetman · g7 – Czarny pionek · h7 – Czarny pionek · a6 – Czarny pionek · d6 – Czarny goniec · e6 – Czarny skoczek · f6 – Czarny pionek · d5 – Czarny pionek · f5 – Czarny goniec · a4 – Biały skoczek · b4 – Biały pionek · d4 – Biały goniec · a3 – Biały pionek · f3 – Biały goniec · b2 – Biały hetman · f2 – Biały pionek · g2 – Biały pionek · h2 – Biały pionek · a1 – Biała wieża · c1 – Biała wieża · g1 – Biały król | b8 – Czarna wieża · c8 – Czarna wieża · g8 – Czarny król · b7 – Czarny hetman · g7 – Czarny pionek · h7 – Czarny pionek · a6 – Czarny pionek · d6 – Czarny goniec · e6 – Czarny skoczek · f6 – Czarny pionek · d5 – Czarny pionek · f5 – Czarny goniec · a4 – Biały skoczek · b4 – Biały pionek · d4 – Biały goniec · a3 – Biały pionek · f3 – Biały goniec · b2 – Biały hetman · f2 – Biały pionek · g2 – Biały pionek · h2 – Biały pionek · a1 – Biała wieża · c1 – Biała wieża · g1 – Biały król | b8 – Czarna wieża · c8 – Czarna wieża · g8 – Czarny król · b7 – Czarny hetman · g7 – Czarny pionek · h7 – Czarny pionek · a6 – Czarny pionek · d6 – Czarny goniec · e6 – Czarny skoczek · f6 – Czarny pionek · d5 – Czarny pionek · f5 – Czarny goniec · a4 – Biały skoczek · b4 – Biały pionek · d4 – Biały goniec · a3 – Biały pionek · f3 – Biały goniec · b2 – Biały hetman · f2 – Biały pionek · g2 – Biały pionek · h2 – Biały pionek · a1 – Biała wieża · c1 – Biała wieża · g1 – Biały król | b8 – Czarna wieża · c8 – Czarna wieża · g8 – Czarny król · b7 – Czarny hetman · g7 – Czarny pionek · h7 – Czarny pionek · a6 – Czarny pionek · d6 – Czarny goniec · e6 – Czarny skoczek · f6 – Czarny pionek · d5 – Czarny pionek · f5 – Czarny goniec · a4 – Biały skoczek · b4 – Biały pionek · d4 – Biały goniec · a3 – Biały pionek · f3 – Biały goniec · b2 – Biały hetman · f2 – Biały pionek · g2 – Biały pionek · h2 – Biały pionek · a1 – Biała wieża · c1 – Biała wieża · g1 – Biały król | 3 |
| 2 | b8 – Czarna wieża · c8 – Czarna wieża · g8 – Czarny król · b7 – Czarny hetman · g7 – Czarny pionek · h7 – Czarny pionek · a6 – Czarny pionek · d6 – Czarny goniec · e6 – Czarny skoczek · f6 – Czarny pionek · d5 – Czarny pionek · f5 – Czarny goniec · a4 – Biały skoczek · b4 – Biały pionek · d4 – Biały goniec · a3 – Biały pionek · f3 – Biały goniec · b2 – Biały hetman · f2 – Biały pionek · g2 – Biały pionek · h2 – Biały pionek · a1 – Biała wieża · c1 – Biała wieża · g1 – Biały król | b8 – Czarna wieża · c8 – Czarna wieża · g8 – Czarny król · b7 – Czarny hetman · g7 – Czarny pionek · h7 – Czarny pionek · a6 – Czarny pionek · d6 – Czarny goniec · e6 – Czarny skoczek · f6 – Czarny pionek · d5 – Czarny pionek · f5 – Czarny goniec · a4 – Biały skoczek · b4 – Biały pionek · d4 – Biały goniec · a3 – Biały pionek · f3 – Biały goniec · b2 – Biały hetman · f2 – Biały pionek · g2 – Biały pionek · h2 – Biały pionek · a1 – Biała wieża · c1 – Biała wieża · g1 – Biały król | b8 – Czarna wieża · c8 – Czarna wieża · g8 – Czarny król · b7 – Czarny hetman · g7 – Czarny pionek · h7 – Czarny pionek · a6 – Czarny pionek · d6 – Czarny goniec · e6 – Czarny skoczek · f6 – Czarny pionek · d5 – Czarny pionek · f5 – Czarny goniec · a4 – Biały skoczek · b4 – Biały pionek · d4 – Biały goniec · a3 – Biały pionek · f3 – Biały goniec · b2 – Biały hetman · f2 – Biały pionek · g2 – Biały pionek · h2 – Biały pionek · a1 – Biała wieża · c1 – Biała wieża · g1 – Biały król | b8 – Czarna wieża · c8 – Czarna wieża · g8 – Czarny król · b7 – Czarny hetman · g7 – Czarny pionek · h7 – Czarny pionek · a6 – Czarny pionek · d6 – Czarny goniec · e6 – Czarny skoczek · f6 – Czarny pionek · d5 – Czarny pionek · f5 – Czarny goniec · a4 – Biały skoczek · b4 – Biały pionek · d4 – Biały goniec · a3 – Biały pionek · f3 – Biały goniec · b2 – Biały hetman · f2 – Biały pionek · g2 – Biały pionek · h2 – Biały pionek · a1 – Biała wieża · c1 – Biała wieża · g1 – Biały król | b8 – Czarna wieża · c8 – Czarna wieża · g8 – Czarny król · b7 – Czarny hetman · g7 – Czarny pionek · h7 – Czarny pionek · a6 – Czarny pionek · d6 – Czarny goniec · e6 – Czarny skoczek · f6 – Czarny pionek · d5 – Czarny pionek · f5 – Czarny goniec · a4 – Biały skoczek · b4 – Biały pionek · d4 – Biały goniec · a3 – Biały pionek · f3 – Biały goniec · b2 – Biały hetman · f2 – Biały pionek · g2 – Biały pionek · h2 – Biały pionek · a1 – Biała wieża · c1 – Biała wieża · g1 – Biały król | b8 – Czarna wieża · c8 – Czarna wieża · g8 – Czarny król · b7 – Czarny hetman · g7 – Czarny pionek · h7 – Czarny pionek · a6 – Czarny pionek · d6 – Czarny goniec · e6 – Czarny skoczek · f6 – Czarny pionek · d5 – Czarny pionek · f5 – Czarny goniec · a4 – Biały skoczek · b4 – Biały pionek · d4 – Biały goniec · a3 – Biały pionek · f3 – Biały goniec · b2 – Biały hetman · f2 – Biały pionek · g2 – Biały pionek · h2 – Biały pionek · a1 – Biała wieża · c1 – Biała wieża · g1 – Biały król | b8 – Czarna wieża · c8 – Czarna wieża · g8 – Czarny król · b7 – Czarny hetman · g7 – Czarny pionek · h7 – Czarny pionek · a6 – Czarny pionek · d6 – Czarny goniec · e6 – Czarny skoczek · f6 – Czarny pionek · d5 – Czarny pionek · f5 – Czarny goniec · a4 – Biały skoczek · b4 – Biały pionek · d4 – Biały goniec · a3 – Biały pionek · f3 – Biały goniec · b2 – Biały hetman · f2 – Biały pionek · g2 – Biały pionek · h2 – Biały pionek · a1 – Biała wieża · c1 – Biała wieża · g1 – Biały król | b8 – Czarna wieża · c8 – Czarna wieża · g8 – Czarny król · b7 – Czarny hetman · g7 – Czarny pionek · h7 – Czarny pionek · a6 – Czarny pionek · d6 – Czarny goniec · e6 – Czarny skoczek · f6 – Czarny pionek · d5 – Czarny pionek · f5 – Czarny goniec · a4 – Biały skoczek · b4 – Biały pionek · d4 – Biały goniec · a3 – Biały pionek · f3 – Biały goniec · b2 – Biały hetman · f2 – Biały pionek · g2 – Biały pionek · h2 – Biały pionek · a1 – Biała wieża · c1 – Biała wieża · g1 – Biały król | 2 |
| 1 | b8 – Czarna wieża · c8 – Czarna wieża · g8 – Czarny król · b7 – Czarny hetman · g7 – Czarny pionek · h7 – Czarny pionek · a6 – Czarny pionek · d6 – Czarny goniec · e6 – Czarny skoczek · f6 – Czarny pionek · d5 – Czarny pionek · f5 – Czarny goniec · a4 – Biały skoczek · b4 – Biały pionek · d4 – Biały goniec · a3 – Biały pionek · f3 – Biały goniec · b2 – Biały hetman · f2 – Biały pionek · g2 – Biały pionek · h2 – Biały pionek · a1 – Biała wieża · c1 – Biała wieża · g1 – Biały król | b8 – Czarna wieża · c8 – Czarna wieża · g8 – Czarny król · b7 – Czarny hetman · g7 – Czarny pionek · h7 – Czarny pionek · a6 – Czarny pionek · d6 – Czarny goniec · e6 – Czarny skoczek · f6 – Czarny pionek · d5 – Czarny pionek · f5 – Czarny goniec · a4 – Biały skoczek · b4 – Biały pionek · d4 – Biały goniec · a3 – Biały pionek · f3 – Biały goniec · b2 – Biały hetman · f2 – Biały pionek · g2 – Biały pionek · h2 – Biały pionek · a1 – Biała wieża · c1 – Biała wieża · g1 – Biały król | b8 – Czarna wieża · c8 – Czarna wieża · g8 – Czarny król · b7 – Czarny hetman · g7 – Czarny pionek · h7 – Czarny pionek · a6 – Czarny pionek · d6 – Czarny goniec · e6 – Czarny skoczek · f6 – Czarny pionek · d5 – Czarny pionek · f5 – Czarny goniec · a4 – Biały skoczek · b4 – Biały pionek · d4 – Biały goniec · a3 – Biały pionek · f3 – Biały goniec · b2 – Biały hetman · f2 – Biały pionek · g2 – Biały pionek · h2 – Biały pionek · a1 – Biała wieża · c1 – Biała wieża · g1 – Biały król | b8 – Czarna wieża · c8 – Czarna wieża · g8 – Czarny król · b7 – Czarny hetman · g7 – Czarny pionek · h7 – Czarny pionek · a6 – Czarny pionek · d6 – Czarny goniec · e6 – Czarny skoczek · f6 – Czarny pionek · d5 – Czarny pionek · f5 – Czarny goniec · a4 – Biały skoczek · b4 – Biały pionek · d4 – Biały goniec · a3 – Biały pionek · f3 – Biały goniec · b2 – Biały hetman · f2 – Biały pionek · g2 – Biały pionek · h2 – Biały pionek · a1 – Biała wieża · c1 – Biała wieża · g1 – Biały król | b8 – Czarna wieża · c8 – Czarna wieża · g8 – Czarny król · b7 – Czarny hetman · g7 – Czarny pionek · h7 – Czarny pionek · a6 – Czarny pionek · d6 – Czarny goniec · e6 – Czarny skoczek · f6 – Czarny pionek · d5 – Czarny pionek · f5 – Czarny goniec · a4 – Biały skoczek · b4 – Biały pionek · d4 – Biały goniec · a3 – Biały pionek · f3 – Biały goniec · b2 – Biały hetman · f2 – Biały pionek · g2 – Biały pionek · h2 – Biały pionek · a1 – Biała wieża · c1 – Biała wieża · g1 – Biały król | b8 – Czarna wieża · c8 – Czarna wieża · g8 – Czarny król · b7 – Czarny hetman · g7 – Czarny pionek · h7 – Czarny pionek · a6 – Czarny pionek · d6 – Czarny goniec · e6 – Czarny skoczek · f6 – Czarny pionek · d5 – Czarny pionek · f5 – Czarny goniec · a4 – Biały skoczek · b4 – Biały pionek · d4 – Biały goniec · a3 – Biały pionek · f3 – Biały goniec · b2 – Biały hetman · f2 – Biały pionek · g2 – Biały pionek · h2 – Biały pionek · a1 – Biała wieża · c1 – Biała wieża · g1 – Biały król | b8 – Czarna wieża · c8 – Czarna wieża · g8 – Czarny król · b7 – Czarny hetman · g7 – Czarny pionek · h7 – Czarny pionek · a6 – Czarny pionek · d6 – Czarny goniec · e6 – Czarny skoczek · f6 – Czarny pionek · d5 – Czarny pionek · f5 – Czarny goniec · a4 – Biały skoczek · b4 – Biały pionek · d4 – Biały goniec · a3 – Biały pionek · f3 – Biały goniec · b2 – Biały hetman · f2 – Biały pionek · g2 – Biały pionek · h2 – Biały pionek · a1 – Biała wieża · c1 – Biała wieża · g1 – Biały król | b8 – Czarna wieża · c8 – Czarna wieża · g8 – Czarny król · b7 – Czarny hetman · g7 – Czarny pionek · h7 – Czarny pionek · a6 – Czarny pionek · d6 – Czarny goniec · e6 – Czarny skoczek · f6 – Czarny pionek · d5 – Czarny pionek · f5 – Czarny goniec · a4 – Biały skoczek · b4 – Biały pionek · d4 – Biały goniec · a3 – Biały pionek · f3 – Biały goniec · b2 – Biały hetman · f2 – Biały pionek · g2 – Biały pionek · h2 – Biały pionek · a1 – Biała wieża · c1 – Biała wieża · g1 – Biały król | 1 |
|   | a | b | c | d | e | f | g | h |   |

Kilka dni po zakończeniu Mistrzostw Polski w Ustroniu odbywał się Festiwal Szachowy, podczas którego w 4. rundzie turnieju 17-letnia Patrycja Waszczuk została zdyskwalifikowana za podejrzenie, że korzysta z dopingu elektronicznego, co potwierdziło późniejsze śledztwo Polskiego Związku Szachowego, a na zawodniczkę nałożono karę dwuletniego zawieszenia.
Po nagłośnieniu sprawy, niektóre zawodniczki biorące udział w Mistrzostwach Polski stwierdziły, że podejrzewały Waszczuk o oszustwo oraz potwierdziły istnienie wcześniejszych podejrzeń, że korzysta ona z nielegalnej pomocy. Wśród komentujących byli m.in. arcymistrz Radosław Wojtaszek i wicemistrzyni Klaudia Kulon, która stwierdziła w jednej ze swoich wypowiedzi na Facebooku (pisownia zgodna ze źródłem):

Wszystkie zawodniczki MP były na 99.9%, że Patrycja oszukuje. Niestety właśnie oprócz komputerowych ruchów (Kf8 z Jolą) wychodzenia częstego do toalety i po powrocie ruchów od ręki i często bardzo »ciekawych«, w studiu komentatorskim nie zawsze była w stanie powiedzieć czemu ten ruch zagrała itp to nic na nią nie miałyśmy więc nie można było jej udowodnić.

Sprawę opisywały zarówno polskie media, jak i media zagraniczne, między innymi jedne z największych portali szachowych, takie jak Infoszach. Analizy partii Patrycji Waszczuk z Jolantą Zawadzką, która budziła największe kontrowersje, podjął się również czołowy amerykański arcymistrz Hikaru Nakamura, który określił dwa kluczowe ruchy Waszczuk jako „szalone” oraz dodał, że on sam „nigdy nie wziąłby ich pod uwagę, choćby myślał przez milion lat”. Zaznaczył przy tym, że jest to analiza tylko jednej partii i należałoby dokładnie przeanalizować więcej z nich.
Sama Zawadzka po zawieszeniu zawodniczki udzieliła wywiadu dla portalu Chess.com, w którym skomentowała ruch Kf8: „Podczas gry nie mogłam uwierzyć, że to dobry ruch. Próbowałam zgadnąć, dlaczego jest on zły i dlaczego nie jest głupi. Po partii zobaczyłam, że to pierwszy ruch komputera. Nawet arcymistrzowie nie mogli go znaleźć”.